# Cavatore
Cavatore (Cavàu in piemontese) è un comune italiano di 262 abitanti della provincia di Alessandria in Piemonte.

## Società

### Evoluzione demografica
Nell'arco dell'ultimo secolo il comune ha perso quasi i tre quarti della popolazione complessiva.
Abitanti censiti

## Cultura

### Eventi
- Maratona del fungo a inizio settembre

## Amministrazione
Di seguito è presentata una tabella relativa alle amministrazioni che si sono succedute in questo comune.
| Periodo        | Periodo        | Primo cittadino          | Partito                          | Carica  | Note  |
| -------------- | -------------- | ------------------------ | -------------------------------- | ------- | ----- |
| 26 giugno 1985 | 30 maggio 1990 | Carlo Alberto Masoero    | -                                | Sindaco | [ 5 ] |
| 30 maggio 1990 | 24 aprile 1995 | Carlo Alberto Masoero    | Partito Socialista Italiano      | Sindaco | [ 5 ] |
| 24 aprile 1995 | 14 giugno 1999 | Carlo Alberto Masoero    | centro                           | Sindaco | [ 5 ] |
| 14 giugno 1999 | 14 giugno 2004 | Carlo Alberto Masoero    | lista civica                     | Sindaco | [ 5 ] |
| 14 giugno 2004 | 8 giugno 2009  | Giovanni Carlo Pastorino | lista civica                     | Sindaco | [ 5 ] |
| 8 giugno 2009  | 26 maggio 2014 | Carlo Alberto Masoero    | lista civica                     | Sindaco | [ 5 ] |
| 26 maggio 2014 | 26 maggio 2019 | Andrea Olivieri          | lista civica La torre medioevale | Sindaco | [ 5 ] |
| 26 maggio 2019 | 9 giugno 2024  | Carlo Alberto Masoero    | lista civica Torre               | Sindaco | [ 5 ] |
| 9 giugno 2024  | in carica      | Carlo Alberto Masoero    | lista civica Torre medioevale    | Sindaco | [ 5 ] |